# Tkvarčal (vesnice)
Tkvarčal (abchazsky Тҟәарчал, gruzínsky ტყვარჩელი – Tkvarčeli) je vesnice v Abcházii v okrese Tkvarčeli. V letech 1952 a 1953 se obec oficiálně jmenovala Vardisubani a od 1953 do 1992 Tkvarčeli. Jak tehdy, tak v současnosti tedy obec nese stejný název jako okresní město Tkvarčeli, ke kterému těsně přiléhá. Obec sousedí na západě s Pakvašem a s Gupem z okresu Očamčyra, na severu a východě s městem Tkvarčeli a na jihu s Agubediou a s První Bediou. Obec se nachází v kopcích hřebenu Rečšcha po levém toku řeky Aaldzga.
Oficiálním názvem obce je Vesnický okrsek Tkvarčal (rusky Ткуарчалская сельская администрация, abchazsky Тҟәарчал ақыҭа ахадара). Za časů Sovětského svazu se okrsek jmenoval Tkvarčelský selsovět (Ткварчельский сельсовет).
Na hranici mezi obcemi Agubedia, Čchvartal a Tkvarčal se nachází hora Laškendar, která slouží jako jedna ze sedmi svatyní abchazské původní víry.

## Části obce
Součástí Tkvarčalu jsou následující části:
- Tkvarčal (Тҟәарчал)
- Adzchyda (Аӡхыда)
- Akvarčapan (Аҟәарчаҧан)
- Atyšadu / Tyšadu (Атышаду / Тышаду)

Do 20. let 20. století byly součástí obce také:
- Akarmara (Аҟармара)
- Kvazan / Kvezani (Кәазан /Квезани)

## Historie
Ještě v 19. století bylo území současného Tkvarčalu součástí obce Gup, a patřila k největším horským vesnicím v historického regionu Abžua. Tkvarčal je jedinou obcí okresu Tkvarčeli, který byl součástí Abžuy, a také jedinou, kam se nikdy nerozšířila megrelština. Území Tkvarčalu bylo původně větší než v současnosti a zahrnovalo i území, kde bylo později založeno město Tkvarčeli.
Ve druhé polovině 19. století zanechala italská cestovatelka a spisovatelka Carla Serenová následující popis Tkvarčalu: „V jednom záhybu horského hřebene se ukrývá vesnice Tkvarčeli, podle které se jmenují okolní prameny minerální vody, a jejíž největší bohatství je med, který je sesbíráván z bezpočtu včelích rojů z okolních lesů. Brzy ráno jsem opustila Bediu a do této vsi jsem dorazila za půl dne... Přijala jsem pohostinnost Ančabadzeho z Tkvarčeli, který představoval pro takové vsi typického knížete. Zhruba šedesát let starý, kostnatý, vysoký, štíhlý se šedivými vlasy a s dlouhou bílou bradkou, jež zvýrazňovala jeho opálenou kůži. Měl tmavě modré oči, které u zdejších obyvatel převažovaly, a jeho velmi dlouhý nos dodal jeho tváři velmi osobitý vzhled... Sídlo tohoto abchazského knížete vypadalo stejně jako všechny dvory v okolí. Zrovna mu stavěli nový dřevěný domek Akvaska, s čímž měl plno starostí. Zatímco čekal na dokončení stavby, celá jeho rodina nalézala útočiště v apacše, neboli v náhradní chaloupce, kde dle zdejších zvyklostí všichni spali v jediné místnosti bez rozdílu pohlaví... Deset mil od vesnice Tkvarčeli se nacházejí sirnatá zřídla stejného jména. Tam se dá dostat po cestě, podél které jsou po obou stranách propasti. Cesta je natolik úzká, že jí sotva projde kůň. Pramen vytryskává ze skály na svahu hory a voda dopadá do nádrže vzdálené šest metrů, která je více než jeden metr hluboká, postavená z kamene a s dřevěným dnem. V tomto bazénu, který kryje před sluncem hrubě stlučená střecha na pilířích, může plavat několik lidí najednou. Nedaleko je k dispozici vyhřívaná místnost, která zároveň slouží jako převlékárna. Vstup do této plovárny je zdarma. Vybavení poskytl poslední abchazský kníže Michail Šervašidze, jenž zde léčil své ledvinové kameny a v horách v okolí vlastnil jeden příbytek, který později zničil požár.“
Se vznikem Sovětského svazu se začala tato obec dělit na části. Už ve 20. letech 20. století byla z Tkvarčalu vyčleněna obec Kvazan (Kvezani), kde se nacházel obecní úřad, jenž byl poté přesunut do Atyšadu. V údolí na východě začalo vznikat městečko Akarmara, které bylo v roce 1938 osamostatněno coby sídlo městského typu a v roce 1942 sloučeno s novým městem Tkvarčeli, jež vyrostlo na území bývalé vsi Kvazan (Kvezani), které se kdysi nazývalo Tkvarčal-Agu (srdce Tkvarčalu). Takto obec Tkvarčal ztratila většinu svého území a zbyly jí jen tři části, z nichž se ani jedna nejmenuje Tkvarčal, a tak zdejší obyvatelé přestali tento název používat v každodenní mluvě a považovali každou ze tří částí za samostatné obce. Při správní reformě ve 30. letech byl Tkvarčal umístěn do okresu Očamčyra.
Během války v Abcházii v letech 1992-1993 byla obec ovládána abchazskými partyzány. Po válce byl v části Adzchydě vybudován pomník padlým.
V roce 1994 byla zahájena další správní reforma, kdy byla obec Tkvarčal převedena do nově vzniklého okresu Tkvarčeli.

## Obyvatelstvo
Dle nejnovějšího sčítání lidu z roku 2011 je počet obyvatel této obce 545 a jejich složení následovné:
- 520 Abchazů (95,4 %)
- 17 Gruzínů (3,1 %)
- 5 Rusů (0,9 %)
- 3 příslušníci ostatních národností (0,6 %)

Před válkou v Abcházii žilo ve Tkvarčalském selsovětu 1213 obyvatel. V roce 1959 zde žilo 1332 obyvatel.